# Eucaliptus
Eucaliptus (Eucalyptus) és un gènere de plantes angiospermes de la família de les mirtàcies. Consta de més de 750 espècies, les més conegudes són l'eucaliptus blau (Eucalyptus globulus) i Eucalyptus kamaldulensis.
El nom deriva del grec ευκάλυπτος que vol dir «ben cobert». Els eucaliptus adopten la forma d'arbusts o arbres. Són originaris d'Austràlia on és dominant en la vegetació. Unes poques espècies es troben a Nova Guinea, Indonèsia i fins i tot a les Filipines. Conreats es troben a llocs de clima temperat i subtropical de tot el món.
El monoconreu d'eucaliptus presenta problemes ecològics fora de la seva àrea originària en concret per la seva gran avidesa per xuclar l'aigua i assecar fonts i per la difícil descomposició de les seves fulles fora de la seva àrea natural i l'empobriment del sol consecutiu. Considerat a l'inici del segle XX com un arbre miracle per la seva crescuda ràpida, a poc a poc es van descobrir els desavantatges del mono-conreu i és avui és vist com una espècie invasora. Introduït a Catalunya principalment per a la indústria paperera, en l'actualitat es multipliquen els projectes per a reemplaçar-lo per espècies endògenes com a l'alzina i el pinyer.

## Descripció
Són arbres perennifolis que poden atènyer fins a 90 metres d'altura. L'espècie Eucalyptus regnans és considerada la planta amb flors més alta del món.

### Fulles

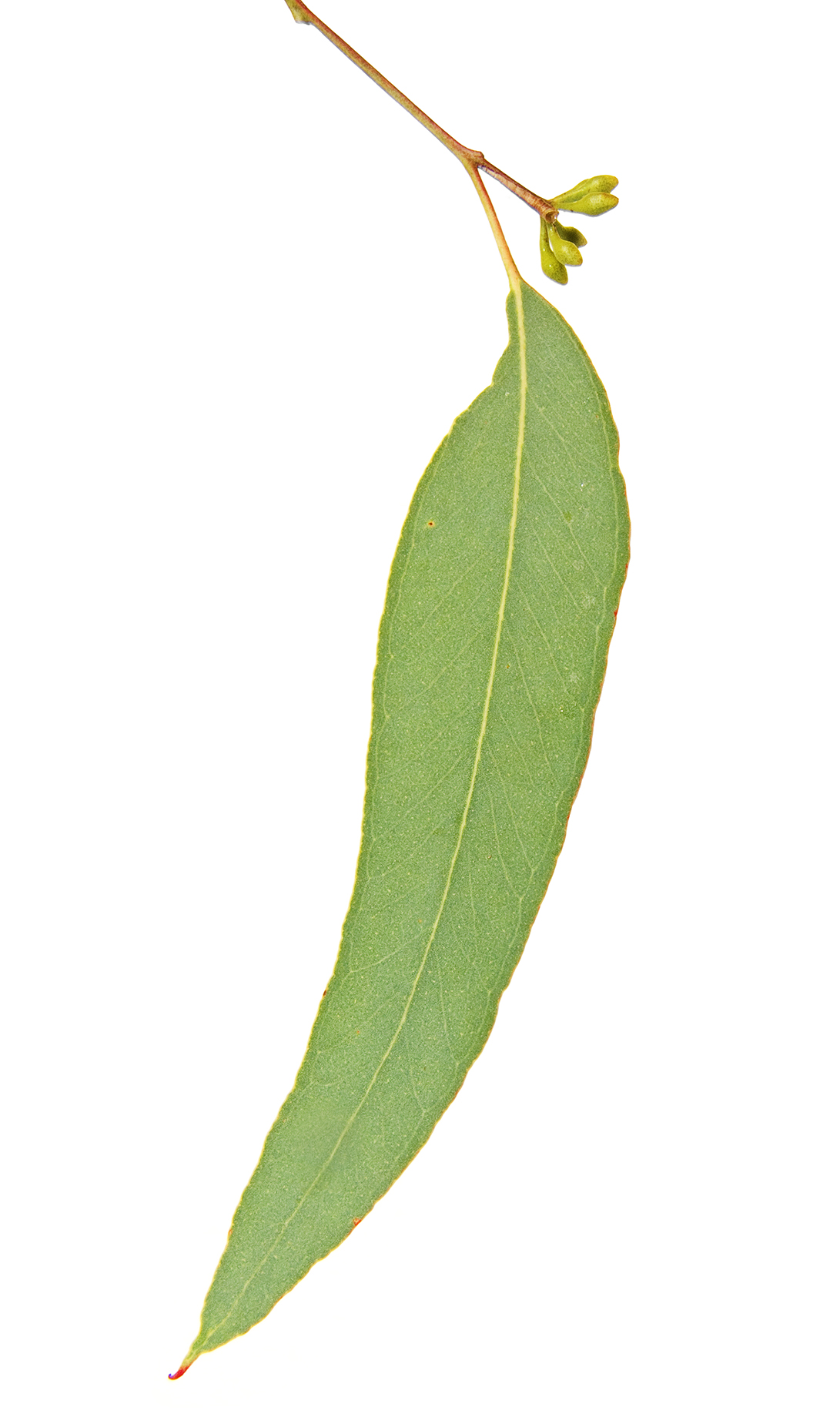
Eucalyptus angophoroides

Gairebé tots els eucaliptus són de fulla persistent però algunes espècies tropicals perden la fulla en l'estació seca. Les fulles tenen glàndules oleíferes.
Moltes espècies tenen dues menes de fulles: unes sobre les branques joves, que són sèssils i oposades, i unes de peciolades i alternes sobre les branques més velles. Així, a l'Eucaliptus globulus, les fulles de les tiges velles tenen forma de falç però les de les joves tenen forma ovalada.

### Flors

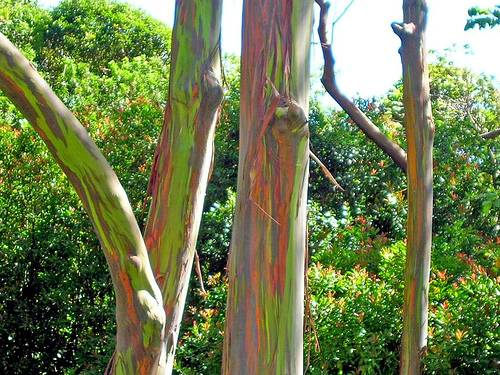
Eucalyptus deglupta

Les flors són molt peculiars, semblen unes càpsules amb nombrosos estams. Del nèctar de les flors de diverses espècies d'eucaliptus se n'obté gran part de la mel que es consumeix al món i és un dels tipus que pot arribar a ser considerada, si la proporció del seu pol·len és suficient, mel monofloral.

## Tolerància al fred

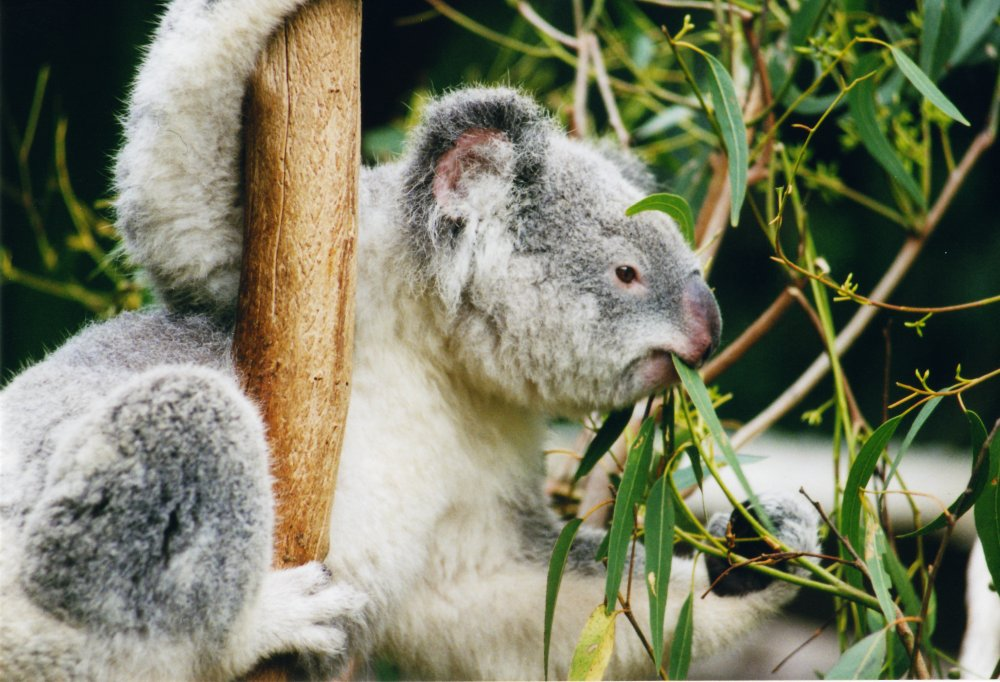
Phascolarctos cinereus Koala menjant fulles d'eucaliptus

La majoria de les espècies no toleren les glaçades fortes només suporten les que estan entre -3 °C a -5 °C. El més tolerant és Eucalyptus pauciflora fins -20 °C.

## Taxonomia
La descripció d'aquest gènere va ser publicada per primer cop l'any 1789 a l'obra Sertum Anglicum de Charles Louis L'Héritier de Brutelle (1746-1800).

### Espècies
Dins d'aquest gènere es reconeixen les 758 espècies següents: